# 邊城浪子

《邊城浪子》，天地圖書出版社版本，1997年出版

《邊城浪子》為古龍中期小說，為「邊城浪子三部曲」之一，也是小李飛刀系列之二。1972年2月香港〈武俠春秋〉98期開始連載，那時金庸已經封筆，〈後記〉落款於1972年9月20日，1973年10月南琪出版。最初名為《風雲第一刀》，為《多情劍客無情劍》後傳，出版時改名《邊城浪子》。另有外傳《天涯‧明月‧刀》、后傳《九月鷹飛》，還有古龍與丁情合著續集《邊城刀聲》(實為丁情之作品，古龍同意掛名)。

## 內容概要
小說講述白天羽(即怒劍狂花的主角)兄弟一家共十一口人在梅花庵外的滅門慘案十九年後，白天羽的兒子傅紅雪復仇的故事。

## 主要角色
- 葉開：「小李探花」李尋歡的傳人，白天羽與魔教公主花白鳳的私生子，生下來即被白夫人掉包。後送於葉家收養。
- 丁靈琳：葉開的情人，丁乘風的女兒。一出場就冒充路小佳，並對馬芳玲充滿敵意。自述有三個哥哥、六個姐姐(第24章)，但是到第46章的最後，丁乘風又說：「我只有這麼一個女兒」，顯然到故事結尾，已無姐姐的設定，變成她只有三個哥哥。
- 傅紅雪：是魔教公主之養子，一直以為自己是白天羽的兒子。手中經常緊握一把漆黑的刀，右足殘廢，身患羊癲，本要殺馬空群報仇雪恨，但最後由葉開口中得知自己並非白天羽的兒子，便轉身離開不再復仇、也不再恨任何人。

## 次要角色
- 馬空群：白天羽的結義三弟，馬芳鈴的爸爸，關東萬馬堂之主，十九年前殺害白天羽一家的主使者。後來假裝喝了丁白雲的毒酒，故意裝出中毒的樣子，想看丁白雲要怎樣對付他，之後被看穿，從靴筒抽出了一柄刀要往自己的胸膛刺下去欲自殺，卻被葉開用飛刀所救。
- 公孫斷：馬空群的得力助手，三十年來與馬空群出生入死，馬空群也表示這天下是他們併肩打出來的，萬馬堂所有的一切，公孫斷都能有一半。個性直爽，喜怒全都會表現在言行之中，萬馬堂的每個人都怕他，最後死在傅紅雪的刀下。
- 雲在天：馬空群的得力部下，人稱「煙中飛鶴」雲在天，是宰了萬馬堂的雞、犬、馬匹，與殺了十幾位弟兄的兇手(馬空群認為樂樂山、慕容明珠等人也是雲在天找來一起協助殺人的)，最後被花滿天所殺。
- 花滿天：馬空群的得力部下，人稱「一劍飛花」花滿天，是殺了萬馬堂的牲畜與十幾位弟兄的主謀(馬空群推斷雲在天一個人無法將花滿天的馬場中的十三位弟兄殺死，故認為花滿天才是主謀)，他本來只是想將馬空群逼走卻被馬空群視破，最後被馬空群所殺。
- 路小佳：一出場就是受雇要殺傅紅雪而來，小說中的形象總是吃著花生，腰帶斜插著一支無鞘的劍，這把劍後來被阿飛削斷了(因為阿飛認為他這柄劍殺的人已太多)。真實身份是丁乘風的三兒子，被丁乘風送給別人去撫養的孩子，他的名字本該叫丁靈中，是荊無命的徒弟。最後被丁靈中暗算受傷，並被荊無命帶走，據丁乘風推測，路小佳應不會死，但劇情後來並未交待。
- 馬芳鈴：馬空群的女兒，因為想阻止傅紅雪殺馬空群，先後嫁給白雲莊少主袁青楓與丁靈甲，想藉他們的手殺了傅紅雪，但都失敗收場。
- 沈三娘：馬空群的續弦妻子，真實身份是花白鳳的丫環，被花白鳳派來臥底接近馬空群的人，卻愛上了他。曾與葉開述說十九年前梅花庵的白家十一口人的滅門血案，馬空群就是主謀，而當時參與屠殺的三十多位蒙面刺客，大多當場被殺，存活下來的只有七人。後來也表明是她讓傅紅雪「轉大人」的，最後因不願殺馬空群而自殺。
- 翠　濃：在蕭別離的店裡作「生意」，之後跟著傅紅雪，是傅紅雪的情人，真正的身世是馬空群的私生女（在長白山上強姦參客的妻子後所生）。曾在刺客王大洪要害傅紅雪時替他擋了一劍而死，根據後來的劇情發展(第43章)，主使者丁靈中本來就是要王大洪殺翠濃的。
- 丁雲鶴：丁靈琳的大哥，一身道人打扮，自號「無垢道人」，後來與丁靈中合使九九八十一劍對付傅紅雪時，被傅紅雪一刀砍成重傷。
- 丁靈甲：丁靈琳的二哥，因馬芳鈴希望他能殺了傅紅雪而嫁給他，後來被傅紅雪砍斷整隻右手。
- 丁靈中：丁靈琳的三哥，是殺害翠濃的主使者，也會使小李飛刀，曾用它殺害郭威的孫子(用來嫁禍葉開)與暗算沈三娘，好漢莊莊主薛斌也是他毒死的(據傅紅雪推測，是丁靈中買通好漢莊酒窖的管事在酒中下毒的，見第45章)。真實身份是丁乘風的妹妹——丁白雲與白天羽的私生子，最後知道一切的真相而離去。(實際上是葉開的同父異母的兄弟)
- 蕭別離：在邊城經營妓院，總是在玩著純鋼打造的骨牌(後來在第26章又改為鑄鐵)，兩腿齊膝已斷，靠著兩根鐵柺行走。真實身份是千面人的兒子——「無骨蛇」西門春，也是「斷腸針」杜婆婆。因白天羽殺了千面人，蕭別離為了報父仇，也參與了十九年梅花庵的屠殺，兩條腿就是當時被白天羽斬斷的，他也是當時存活下來的七位刺客之一。小說第26章，葉開並沒有殺蕭別離。但在第37章葉開的回憶中，出現以下敘述：「現在葉開在想著蕭別離。他也不知道自己為什麼忽然想起這個人，這也許只因為他一向覺得這個人並不應該死的。也許他一直都在後悔，為什麼要讓這個人死。」似乎為作者筆誤。
- 柳東來：人稱「護花劍客」，也稱「奪命劍客」，據他所說因白天羽用他的權勢和錢財，強佔了柳東來的女人潔如，所以也參與了十九年前梅花庵的屠殺，他也是當時存活下來的七位刺客之一，最後在眾人面前舉劍自殺。
- 薛　斌：好漢莊、也就是薛家莊莊主，使一柄六十三斤的大鐵斧，曾參與十九年前梅花庵的屠殺，也是當時存活下來的七位刺客之一。小說中並未說明他為何恨白天羽，唯一的情報就是他透露當時有人說：「人都到齊了」(在第45章改為「人都來齊了麼？」)，最後喝了毒酒而亡(據傅紅雪推測，是丁靈中買通好漢莊酒窖的管事在酒中下毒的，見第45章)。
- 易大經：藏經萬卷莊的莊主，人稱「鐵手君子」，是路小佳的姐夫。曾叫人假扮自己，並砍了那人一條左腿要他在家裡裝病，自己再化名趙大方欺騙傅紅雪，自稱白天羽是自己的恩人，並找了專門演戲的小達子(演金瘋子的角色)來引誘傅紅雪去殺阿飛，依他的計劃，傅紅雪將被阿飛一棍洞穿咽喉而死，但被葉開阻止而失敗。之後他還逃回家去砍斷了自己一條左腿以證明這幾天都斷腿在家絕非趙大方，但計劃還是被阿飛看穿完全失敗。據他所言，白天羽要他加入神刀堂，還要將自己的家財全部貢獻給神刀堂，且獨斷獨行從不肯替別人想，他認為想要恢復自由，就非殺了白天羽不可(第36章)。曾參與十九年前梅花庵的屠殺，也是當時存活下來的七位刺客之一。最後傅紅雪選擇不殺他而離開。
- 了　因：在梅花庵等待傅紅雪到來的老尼姑，二十年前人稱桃花娘子，對傅紅雪說到當年她甩開了所有的男人，一心只想跟著白天羽，誰知白天羽只陪了她三天就把她甩了，讓她受盡別人的恥笑。曾參與十九年前梅花庵的屠殺，也是當時存活下來的七位刺客之一。胸前有一條刀疤從從肩上直劃下來，據她說這就是梅花庵屠殺的那天晚上白天羽留下來給她的，「這一刀他本來可以殺了我，但他突然認出了我是誰，所以才故意讓我活著受苦。(第38章)」因暗算傅紅雪失敗，要求傅紅雪殺了她卻遭拒絕，後來自殺，享年39歲。
- 郭　威：人稱神刀郭威，本來是武林中名頭極響的人，但自從白天羽的「神刀堂」崛起江湖後，郭威的這「神刀」兩個字就改了。他自己並不想改的，但卻非改不可。因為天下只有一柄「神刀」，那就是白天羽的刀！曾參與十九年前梅花庵的屠殺，也是當時存活下來的七位刺客之一。後來他帶著一家男女老小共二十九人，身上皆穿白麻、頭上紮白麻巾，等著傅紅雪前來報仇。之後郭威最小的孫子提著刀向傅紅雪衝去，卻被不知從哪裡來的飛刀插中他的咽喉而死(實際上是被躲在暗處的丁靈中用飛刀射死欲嫁禍給葉開)，後來現場一陣混戰，小說中敘述「除了傅紅雪外，他周圍已沒有一個站著的人。......郭威的屍體就在他的腳下，那孩子的屍體也在他的腳下。(第39章)」至於郭威其他家人是否被盡數殺死，小說中並未明說。
- 丁乘風：丁家莊莊主，丁靈琳的父親，為了還給傅紅雪「公道」，自承自己才是梅花庵外屠殺白天羽一家的主謀，但實際上當時他的右腿已被荊無命所傷，根本沒參與當時的屠殺行動，他這麼作只是要讓自己來要了結這個仇恨。
- 丁白雲：人稱白雲仙子，丁乘風的妹妹，丁靈中的生母，十九年前集合眾仇家在梅花庵外屠殺白天羽一家的另一位主謀，她恨白天羽當年陪了她七十七天就離開她，所以策畫了梅花庵外的屠殺，當時的「人都到齊了」就是她講的(後來改為「人都來齊了麼？」...見第45章)，她也是當時存活下來的七位刺客之一，白天羽的頭顱當年就是被她拿走的。而私生子丁靈中的所有犯行，也全是她指使的。
- 荊無命：小說尾聲出現，撫養由丁乘風送養的路小佳，並傳授快劍絕技。
- 阿飛：被後輩尊稱為飛劍客，武器也由鐵劍改為木棍，看穿傅紅雪來殺他是別人(即易大經)步下的圈套。不僅破解陰謀，也跟葉開和路小佳有許多交談，並削斷了路小佳腰帶的那支無鞘的劍，因為他認為這柄劍殺的人已太多(第36章)。

## 小說目錄
序：紅雪 　
1. 不帶刀的人
2. 關東萬馬堂
3. 刀斷刃，人斷腸
4. 與刀共存亡
5. 邊城之夜
6. 誰是埋刀人
7. 烏雲滿天
8. 春風解凍
9. 穩若磐石
10. 殺人滅口
11. 夜半私語
12. 暗器高手
13. 沈三娘的秘密
14. 健馬長嘶
15. 滿天飛花
16. 一入萬馬堂，休想回故鄉
17. 神秘的老太婆
18. 救命的飛刀
19. 斬草除根
20. 一醉解千愁
21. 無鞘之劍
22. 殺人前後
23. 鈴兒響叮噹
24. 烈日照大旗
25. 一劍震四方
26. 血海深仇
27. 出鞘一刀
28. 有女同行
29. 蛇蠍美人
30. 護花劍客
31. 刻骨銘心
32. 小李飛刀
33. 刀下亡魂
34. 神刀堂主
35. 前輩高人
36. 戲劇人生
37. 浪子回頭
38. 桃花娘子
39. 情深似海
40. 新仇舊恨
41. 英雄末路
42. 絕路絕刀
43. 世家之後
44. 丁氏雙雄
45. 恩仇了了
46. 愛是永恆

## 影視改编

### 電影
- 《明月刀雪夜殲仇》：1977年香港電影，由狄龍、劉永及施思主演。
- 《邊城浪子》（又名：邊城浪子之仁者無敵）：1993年香港電影，由狄龍、陳玉蓮、陳勳奇、袁詠儀及張智霖主演。

### 電視劇
- 《傅紅雪傳奇》：1989年香港亞洲電視劇集，由惠天賜主演。
- 《邊城浪子》：1991年香港無線電視劇集，由張兆輝、曾华倩及吳岱融主演。
- 《天涯明月刀》：2012年中國大陸劇集，由钟汉良及张檬主演，改编自《天涯·明月·刀》及《边城浪子》。
- 《新邊城浪子》：2016年中國大陸劇集，由朱一龍及张馨予主演。